# موزيلا الجزائر
موزيلا الجزائر هي منظمة غير ربحية مقرها الجزائر وتابعة لشركة Mozilla تأسست في جوان 2011 من طرف الطالبين الجامعيين جامعة باب الزوار الجزائر العاصمة وهما ماجدة و منصف .. الفكرة نشأت بعد اللقاء الأول للمجتمع العربي لموزيلا بعمان حيث لاحظ الطلبة أن هناك مجتمعات في تونس والأردن ودول أخرى فقرروا إنشاء المنظمة ... حيث يقوم أعضائها بتنظيم أحداث محلية باسم موزيلا، كما يحرصون على المحافظة على الموقع الإلكتروني و صيانته، ويهتمون بنقل كل الأخبار المهمة والجديدة عن المؤسسة، بالإضافة إلى الإجابة عن أسئلة المستفسرين ممن لديهم تسائلات حول الشركة ، كما يرحب أعضاء المنظمة بالأعضاء الجدد في المجتمع ويقومون بتوجيههم

## معلومات عن المنظمة
مؤسس المنظمة : الطالبين ماجدة ومنصف

مقرها (مبدئيا) : الجزائر العاصمة جامعة باب الزوار

الموقع الرسمي : موقع موزيلا الجزائر